# 田中雅治
田中 雅治（たなか まさはる、1922年9月18日 - 戦死）は、和歌山県出身のプロ野球選手。

## 経歴
海草中学校では春3度、夏4度の計7度甲子園に出場。1939年夏、1940年夏と海草中学が夏連覇した時は二塁手として出場し、1940年夏は真田重蔵の後を受けリリーフで登板も経験している。3連覇が懸った1941年夏は主将として出場予定だったが、大会前の7月12日に文部省が戦時に備えた郵送力確保を理由に全国的な運動競技大会禁止を通達していたことを理由に、大会中止となり甲子園でプレーできなかった。2学年先輩で1939年夏のエースだった嶋清一は田中の事を「ガンジー」(名前の雅治の音読み)という愛称で呼んでいた。
海草中学卒業後は嶋の後を追って明治大学へ進学し、嶋の「ガンジーに受けて貰いたい」という要望もあり捕手に転向する。
1943年10月に朝日軍へ入団。12月に学徒出陣を控えており僅か1ヶ月余りのプロ生活だったが主に右翼手として16試合に出場、捕手としても1試合出場した。同年12月から予定通り陸軍へ入隊する。
1945年に一時復員し、朝日軍の選手として正月大会に参加した。その後は再び戦地に赴いたが、バシー海峡で輸送船に乗っている時に米潜水艦からの魚雷を受け撃沈し戦死したと伝えられている。
東京ドーム敷地内にある鎮魂の碑には田中の名前が刻まれている。

## 詳細情報

### 年度別打撃成績
| 年 度     | 球 団     | 試 合 | 打 席 | 打 数 | 得 点 | 安 打 | 二 塁 打 | 三 塁 打 | 本 塁 打 | 塁 打 | 打 点 | 盗 塁 | 盗 塁 死 | 犠 打 | 犠 飛 | 四 球 | 敬 遠 | 死 球 | 三 振 | 併 殺 打 | 打 率 | 出 塁 率 | 長 打 率 | O P S |
| --------- | --------- | ----- | ----- | ----- | ----- | ----- | -------- | -------- | -------- | ----- | ----- | ----- | -------- | ----- | ----- | ----- | ----- | ----- | ----- | -------- | ----- | -------- | -------- | ----- |
| 1943      | 朝日      | 16    | 53    | 48    | 1     | 10    | 2        | 0        | 0        | 12    | 7     | 2     | 0        | 1     | --    | 4     | --    | 0     | 7     | --       | .208  | .269     | .250     | .519  |
| 通算：1年 | 通算：1年 | 16    | 53    | 48    | 1     | 10    | 2        | 0        | 0        | 12    | 7     | 2     | 0        | 1     | --    | 4     | --    | 0     | 7     | --       | .208  | .269     | .250     | .519  |

### 背番号
- 2 （1943年）